# S.L. Benfica
Sport Lisboa e Benfica (phát âm tiếng Bồ Đào Nha: [sɨˈpɔɾ liʒˈβoɐ i βɐ̃jˈfikɐ] ⓘ), thường được gọi là Benfica, là câu lạc bộ thể thao giàu truyền thống nhất của Bồ Đào Nha có trụ sở tại Lisboa.
Benfica, hiện đang thi đấu ở giải VĐQG Bồ Đào Nha, là câu lạc bộ có nhiều chức vô địch nhất với 37 danh hiệu, và tổng thể các giải lớn nhỏ thì là câu lạc bộ thành công nhất với 83 danh hiệu còn F.C. Porto là 76 danh hiệu. Câu lạc bộ là một trong những thành viên sáng lập của Primeira Liga vào năm 1933 và là CLB duy nhất của giải chưa bao giờ xuống hạng.
Được thành lập ngày 28 tháng 2 năm 1904, Benfica là một trong những Três Grandes (Ba lớn), cùng với FC Porto và Sporting Lisboa) ở Bồ Đào Nha. Sân nhà của Eagles là sân vận động Ánh sáng với sức chứa 64.642 chỗ ngồi. Ca khúc chính thức của câu lạc bộ là "Ser Benfiquista".
Không giống như nhiều câu lạc bộ bóng đá châu Âu khác, Benfica sở hữu và hoạt động câu lạc bộ từ những sáng tạo của mình. Benfica là câu lạc bộ tổng hợp nhiều môn thể thao nhất thế giới, và trong top 20 các câu lạc bộ thể thao giàu nhất bóng đá về mặt doanh thu, với doanh thu hàng năm của 111.100.000 €.
Trong nước, Benfica giữ kỷ lục với 37 danh hiệu Primeira Liga, 26 Taca de Portugal (và 4 lần liên tiếp), một kỷ lục của 9 đôi, một kỷ lục của 7 Taça da Liga (hoàn toàn và liên tục), 3 Campeonato de Portugal và 8 Supertaça Cândido de Oliveira. Benfica có sự khác biệt là CLB đầu tiên trong lịch sử của Primeira Liga đã hoàn thành toàn bộ 30 trận đấu một mùa giải bất bại (trong 1972-1973) và sau này có Porto làm được điều này (trong 2010-2011).
Về đấu trường Quốc tế, Benfica đã cùng với F.C Porto là 2 câu lạc bộ duy nhất của Bồ Đào Nha đã đoạt được 2 chiếc cúp cao nhất châu Âu (hiện là UEFA Champions League), riêng S.L Benfica liên tiếp đoạt cúp C1 trong năm 1961 và 1962 (tiền thân của UEFA Champions League), và một Cup Latin vào năm 1950. Ngoài ra, câu lạc bộ về nhì trong các năm 1961 và 1962 Cúp Liên lục địa, trong 1962-1963, 1964-1965, 1967-1968, 1987-1988 và 1989-1990 Cúp châu Âu, tại UEFA Cup 1982-1983 và 2012-13, 2013-14 UEFA Europa League. Benfica đang giữ kỷ lục tham dự 10 trận chung kết các Cúp châu Âu.

## Lịch sử

### Thời kì Hoàng Kim (1960–1970)
Trong những năm 60 Benfica là một trong những CLB đáng sợ nhất của châu Âu cũng như Thế giới,là đối thủ lớn nhất của Real Madrid huyền thoại trong những thập niên 50,60.

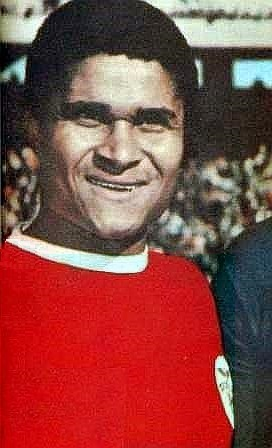
Eusébio

Benfica chính là đội bóng đầu tiên chấm dứt thời kì thống trị của Real Madrid tại European Champions' Cup (cúp C1) và tiếp tục thống trị khi giành chiến thắng 3-2 trước FC Barcelona tại Cúp C1 1961, và Real Madrid Cúp C1 1962.
Sau đó, Benfica đã ba lần liên tiếp vào đến trận chung kết nhưng họ đều thất bại trước A.C. Milan cúp C1 1962-1963, Inter Milan cúp C1 1964-1965 và MU cúp C1 1967-1968.
Thời điểm đó Benfica sở hữu đội hình huyền thoại với bộ 3 tiền đạo khủng khiếp là Eusébio,José Águas,José Torres,thủ thành Costa Pereira và một số cái tên khác như António Simões,Fernando Cruz,Domiciano Cavém,José Augusto,..vv
Trong thập niên 60, Benfica vẫn được xem là đội bóng mạnh nhất châu Âu tuy họ không dành thêm được danh hiệu châu lục nào từ năm 1963.

## Kỉ lục

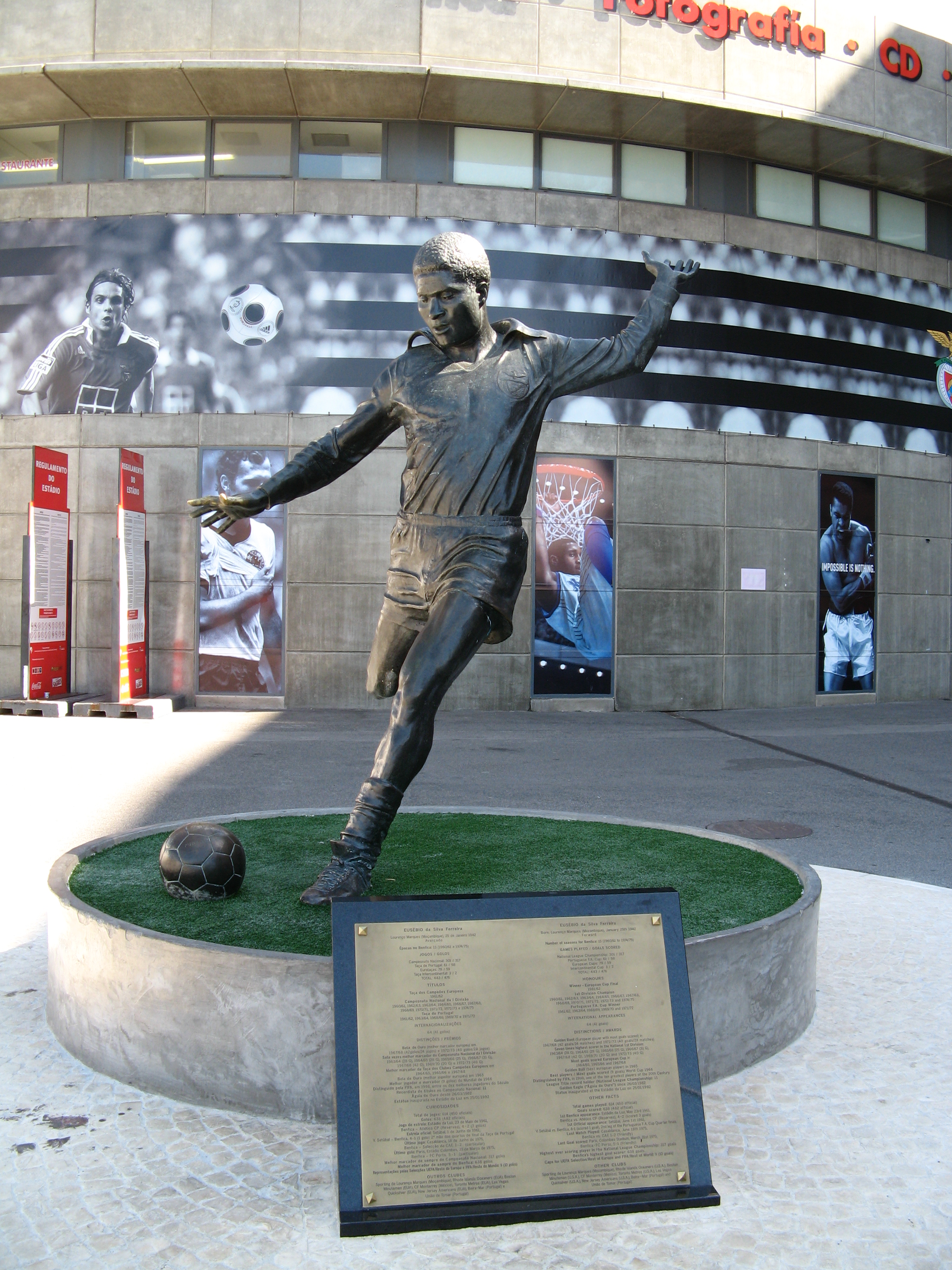
Statue of Eusébio

Eusébio vẫn đang giữ kỷ lục ra sân cho Benfica 614 trận.
Tiền đạo ghi nhiều bàn thắng nhất trong lịch sử Benfica là Eusébio,với 474 bàn trong 440 trận. José Águas thứ hai với 374 bàn in 384 trận, theo sau Nené,với 360 bàn trong 575 trận.
Benfica giữ kỉ lục tại giải VĐQG Bồ Đào Nha khi vô địch mà không thua trận nào, mùa giải 1972–73.
Cũng trong mùa giải đó Benfica đã thêm kỉ lục thắng liên tục 23 trận. Kết thúc mùa giải với 58 điểm sau 30 trận, đạt tỉ lệ chiến thắng đến 96.7%.
Benfica cũng là câu lạc bộ vào chung kết cúp C1 nhiều nhất (7 lần).

## Danh hiệu
- Primeira Liga

- Vô địch (38) (record): 1935–36, 1936–37, 1937–38, 1941–42, 1942–43, 1944–45, 1949–50, 1954–55, 1956–57, 1959–60, 1960–61, 1962–63, 1963–64, 1964–65, 1966–67, 1967–68, 1968–69, 1970–71, 1971–72, 1972–73, 1974–75, 1975–76, 1976–77, 1980–81, 1982–83, 1983–84, 1986–87, 1988–89, 1990–91, 1993–94, 2004–05, 2009–10, 2013–14, 2014–15, 2015–16, 2016–17, 2018–19, 2022–23

- Portuguese Cup

- Vô địch (26) (record): 1939–40, 1942–43, 1943–44, 1948–49, 1950–51, 1951–52, 1952–53, 1954–55, 1956–57, 1958–59, 1961–62, 1963–64, 1968–69, 1969–70, 1971–72, 1979–80, 1980–81, 1982–83, 1984–85, 1985–86, 1986–87, 1992–93, 1995–96, 2003–04, 2013-14, 2016-17

- Taça da Liga

- Vô địch (7) (record): 2008–09, 2009–10, 2010–11, 2011–12, 2013–14, 2014–15, 2015–16

- Portuguese SuperCup

- Vô địch (8): 1980, 1985, 1989, 2005, 2014, 2016, 2017, 2019

- Campeonato de Portugal[2]

- Vô địch (3): 1929–30, 1930–31, 1934–35

### Danh hiệu châu Âu
- European Champion Clubs' Cup

- Vô địch (2): 1960–61, 1961–62
  - Runners-up (5): 1962-63, 1964-65, 1967-68, 1987-88, 1989-90

- Latin Cup

- Vô địch (1): 1950
  - Runners-up (1): 1957

- Iberian Cup

- Vô địch (1): 1983

- UEFA Cup/Europa League

- Về nhì (3): 1982-83, 2012-13, 2013-14

## Cầu thủ

### Đội hình đội một
Tính đến ngày 4 tháng 2 năm 2025
Ghi chú: Quốc kỳ chỉ đội tuyển quốc gia được xác định rõ trong điều lệ tư cách FIFA. Các cầu thủ có thể giữ hơn một quốc tịch ngoài FIFA.
| Số | VT | Quốc gia    | Cầu thủ                            |
| -- | -- | ----------- | ---------------------------------- |
| 1  | TM | Ukraina     | Anatoliy Trubin                    |
| 3  | HV | Tây Ban Nha | Álvaro Carreras                    |
| 4  | HV | Bồ Đào Nha  | António Silva                      |
| 6  | HV | Đan Mạch    | Alexander Bah                      |
| 7  | TĐ | Thụy Sĩ     | Zeki Amdouni (cho mượn từ Burnley) |
| 8  | TV | Na Uy       | Fredrik Aursnes                    |
| 9  | TĐ | Brasil      | Arthur Cabral                      |
| 10 | TV | Thổ Nhĩ Kỳ  | Orkun Kökçü                        |
| 11 | TĐ | Argentina   | Ángel Di María                     |
| 14 | TĐ | Hy Lạp      | Vangelis Pavlidis                  |
| 16 | TV | Bồ Đào Nha  | Manu Silva                         |
| 17 | TĐ | Thổ Nhĩ Kỳ  | Kerem Aktürkoğlu                   |
| 18 | TV | Luxembourg  | Leandro Barreiro                   |
| 19 | TĐ | Ý           | Andrea Belotti (cho mượn từ Como)  |

| Số | VT | Quốc gia   | Cầu thủ                          |
| -- | -- | ---------- | -------------------------------- |
| 21 | TĐ | Na Uy      | Andreas Schjelderup              |
| 24 | TM | Bồ Đào Nha | Samuel Soares                    |
| 25 | TĐ | Argentina  | Gianluca Prestianni              |
| 26 | HV | Thụy Điển  | Samuel Dahl (cho mượn từ Roma)   |
| 27 | TĐ | Bồ Đào Nha | Bruma                            |
| 30 | HV | Argentina  | Nicolás Otamendi (đội trưởng)    |
| 32 | TĐ | Argentina  | Benjamín Rollheiser              |
| 44 | HV | Bồ Đào Nha | Tomás Araújo                     |
| 47 | TĐ | Bồ Đào Nha | Tiago Gouveia                    |
| 61 | TV | Bồ Đào Nha | Florentino Luís                  |
| 75 | TM | Bồ Đào Nha | André Gomes                      |
| 81 | HV | Albania    | Adrian Bajrami                   |
| 84 | TV | Bồ Đào Nha | João Rego                        |
| 85 | TV | Bồ Đào Nha | Renato Sanches (cho mượn từ PSG) |

### Các cầu thủ khác theo hợp đồng
Ghi chú: Quốc kỳ chỉ đội tuyển quốc gia được xác định rõ trong điều lệ tư cách FIFA. Các cầu thủ có thể giữ hơn một quốc tịch ngoài FIFA.
| Số | VT | Quốc gia   | Cầu thủ        |
| -- | -- | ---------- | -------------- |
| —  | HV | Brasil     | João Victor    |
| —  | HV | Bồ Đào Nha | Tomás Araújo   |
| —  | TV | Bồ Đào Nha | Paulo Bernardo |

| Số | VT | Quốc gia   | Cầu thủ         |
| -- | -- | ---------- | --------------- |
| —  | TV | Pháp       | Soualiho Meïté  |
| —  | TĐ | Bồ Đào Nha | Henrique Araújo |
| —  | TĐ | Bồ Đào Nha | Tiago Gouveia   |

### Cho mượn
Ghi chú: Quốc kỳ chỉ đội tuyển quốc gia được xác định rõ trong điều lệ tư cách FIFA. Các cầu thủ có thể giữ hơn một quốc tịch ngoài FIFA.
| Số | VT | Quốc gia     | Cầu thủ                                                    |
| -- | -- | ------------ | ---------------------------------------------------------- |
| —  | HV | Cộng hòa Séc | David Jurásek (tại TSG Hoffenheim đến 30 tháng 6 năm 2025) |
| —  | TV | Bồ Đào Nha   | João Mário (tại Beşiktaş đến 30 tháng 6 năm 2025)          |
| —  | TV | Pháp         | Soualiho Meïté (tại PAOK đến 30 tháng 6 năm 2025)          |

| Số | VT | Quốc gia   | Cầu thủ                                                      |
| -- | -- | ---------- | ------------------------------------------------------------ |
| —  | TV | Bồ Đào Nha | Martim Neto (tại Rio Ave đến 30 tháng 6 năm 2025)            |
| —  | TĐ | Đan Mạch   | Casper Tengstedt (tại Hellas Verona đến 30 tháng 6 năm 2025) |

### Số áo được treo
| Số | Cầu thủ      | Vị trí | Trận ra mắt         | Trận cuối cùng      |
| -- | ------------ | ------ | ------------------- | ------------------- |
| 29 | Miklós Fehér | TĐ     | 24 tháng 8 năm 2002 | 25 tháng 1 năm 2004 |

Vào ngày 27 tháng 1 năm 2004, Benfica đã tưởng niệm số áo 29 để tưởng nhớ đến Miklós Fehér, người đã qua đời khi đang chơi cho họ hai ngày trước đó.

## Các môn thể thao khác
| - Futsal - Roller hockey - Basketball - Handball - Volleyball - Athletics - Archery | - Beach soccer - Billiards - Boxing - Canoeing - Cycling - Golf - Karting | - Judo - Paintball - Rugby - Sport fishing - Swimming - Table tennis - Triathlon |